# ريتا أراغون
ريتا أراغون (بالإنجليزية: Rita Aragon)‏ هي ضابطة أمريكية، ولدت في 3 ديسمبر 1947.